# Wang Yang (huyện)
Wang Yang (tiếng Thái: วังยาง) là một huyện (amphoe) của tỉnh Nakhon Phanom, đông bắc Thái Lan.

## Địa lý
Các huyện giáp ranh (từ phía bắc theo chiều kim đồng hồ) là: Pla Pak và Na Kae của tỉnh Nakhon Phanom, Khok Si Suphan và Phon Na Kaeo của tỉnh Sakon Nakhon.

## Lịch sử
Tiểu huyện (king amphoe) Wang Yang đã được thành lập ngày 1 tháng 7 năm 1997, khi 4 tambon được tách ra từ huyệnNa Kae.
Theo quyết định của chính phủ Thái Lan ngày 15 tháng 5 năm 2007, tất cả 81 tiểu huyện đều được nâng thành huyện. Với việc đăng công báo hoàng gia ngày 24 tháng 8, quyết định này trở thành chính thức
.

## Hành chính
Huyện được chia ra thành 4 phó huyện (tambon), các đơn vị này lại được chia thành 27 làng (muban). Không có khu vực đô thị (thesaban), có 4 Tổ chức hành chính tambon.
| STT. | Tên       | Tên Thái | Số làng | Dân số |  |
| ---- | --------- | -------- | ------- | ------ |  |
| 1.   | Wang Yang | วังยาง    | 9       | 4.637  |  |
| 2.   | Khok Si   | โคกสี     | 7       | 2.956  |  |
| 3.   | Yot Chat  | ยอดชาด   | 7       | 4.899  |  |
| 4.   | Nong Pho  | หนองโพธิ์  | 4       | 1.948  |  |